# Бун ча

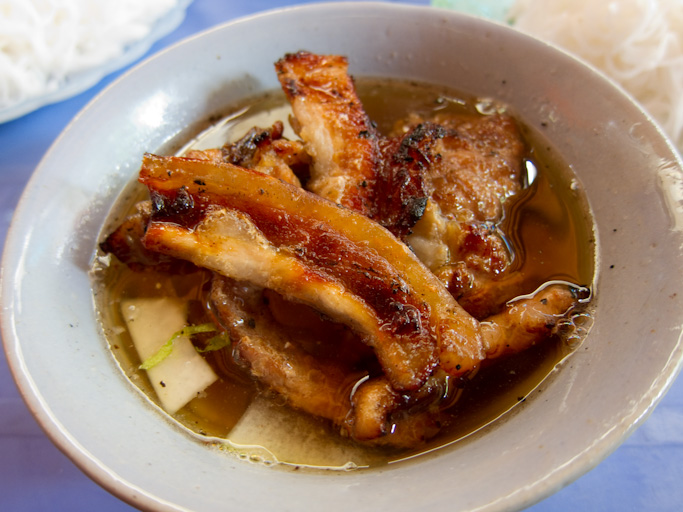
Смажені шматочки свинини в мисці соусу

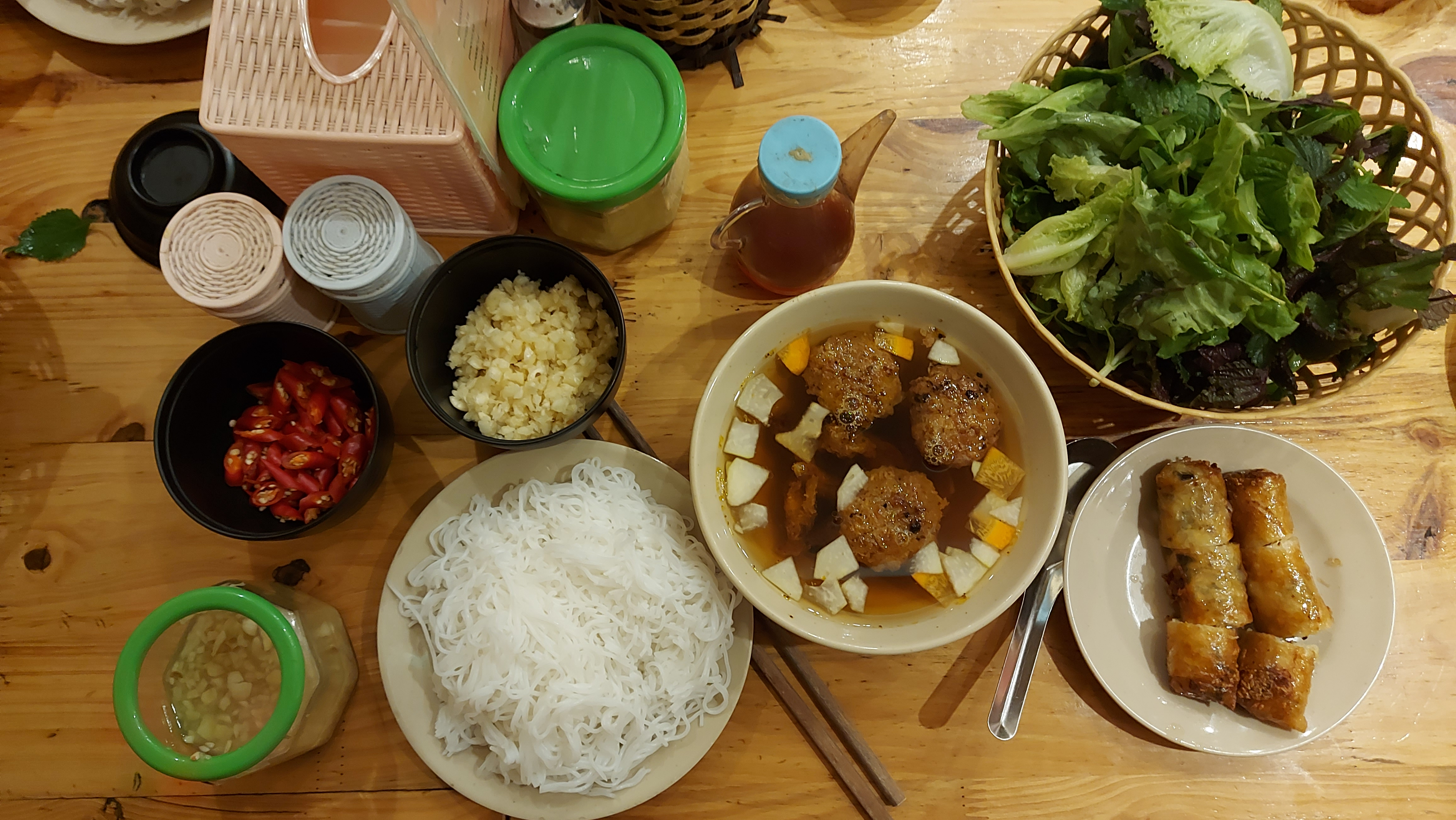
Бунча та нем, Ханой (2023)

Бунча (в'єт. Bún chả) — в'єтнамська страва з локшини та свинини, смаженої на грилі, яка, як вважається, походить із Ханоя, столиці В’єтнама . 
Бунча подають як смажені на грилі свині котлетки chả (або просто смаженими шматочками свинини) з тарілкою білої рисової локшини bún, свіжою зеленню та приправами. Зазвичай котлетки плавають в мисці гарячого рідкого  соусу для занурення, куди паличками кладеться порціями холодна прісна локшина, де вона за мить нагрівається та набуває кисло-солодкого смаку від соуса, після чого з'їдається впереміш з котлетою, зеленню та приправами; далі у соус кладеться наступна порція локшини і все повторюється.
Ця страва була описана в 1959 році в’єтнамським кулінарним письменником Ву Бангом (в'єт. Vũ Bằng) (1913–1984), який описував Ханой як місто, що «одержиме бунча». Перший ресторан бунча в Ханої був на вулиці Зя Нги (в'єт. Gia Ngư), район Хоан Кієм, у старому кварталі Ханоя.
Бунча є дуже популярною у Ханої та решті В’єтнама стравою. Хоча серед нев’єтнамських відвідувачів є поширеною помилкова думка, що бунча пов’язана з південно-в’єтнамською стравою, що називається bún thịt nướng (смажене [на грилі] м'ясо з вермішеллю), ці дві страви є абсолютно різні як в кулінарній історії, так і в культурному сприйнятті.
Ханойський ресторан «Бунча Хионг Льєн» („Bún Chả Hương Liên“) став відомим після того, як президент Сполучених Штатів Барак Обама обідав там із шеф-кухарем Ентоні Бурденом під час своєї поїздки до В'єтнаму у травні 2016 року.

## Інгредієнти

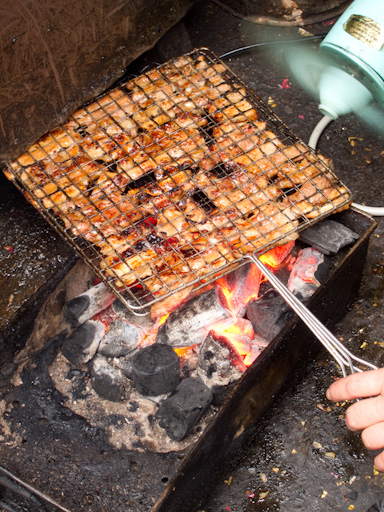
Приготування м’яса на грилі для бунча

Бунча складається з багатьох інгредієнтів, зокрема:
1. М'ясо: фарш із свинячої лопатки для приготування котлет, свинячий підчеревок.
2. Рисова вермішель
3. Соус для занурення: розведений рибний соус, змішаний із цукром, лимонним соком, оцтом, глутамат натрію, подрібнені часник та чилі тощо.
4. Мариновані овочі: зелена папая (або морква, цибуля, кольрабі).
5. Свіжі овочі: капуста, базилік, лимонфіла ароматіка (в'єт. rau ngổ, ngò ôm), пророщені боби мунг, ельшольція війчаста (в'єт. kinh giới).
6. Додатково: чавлений часник, подрібнений перець чилі, оцет, мелений перець, нарізаний лайм.

## Бунча в Ханої

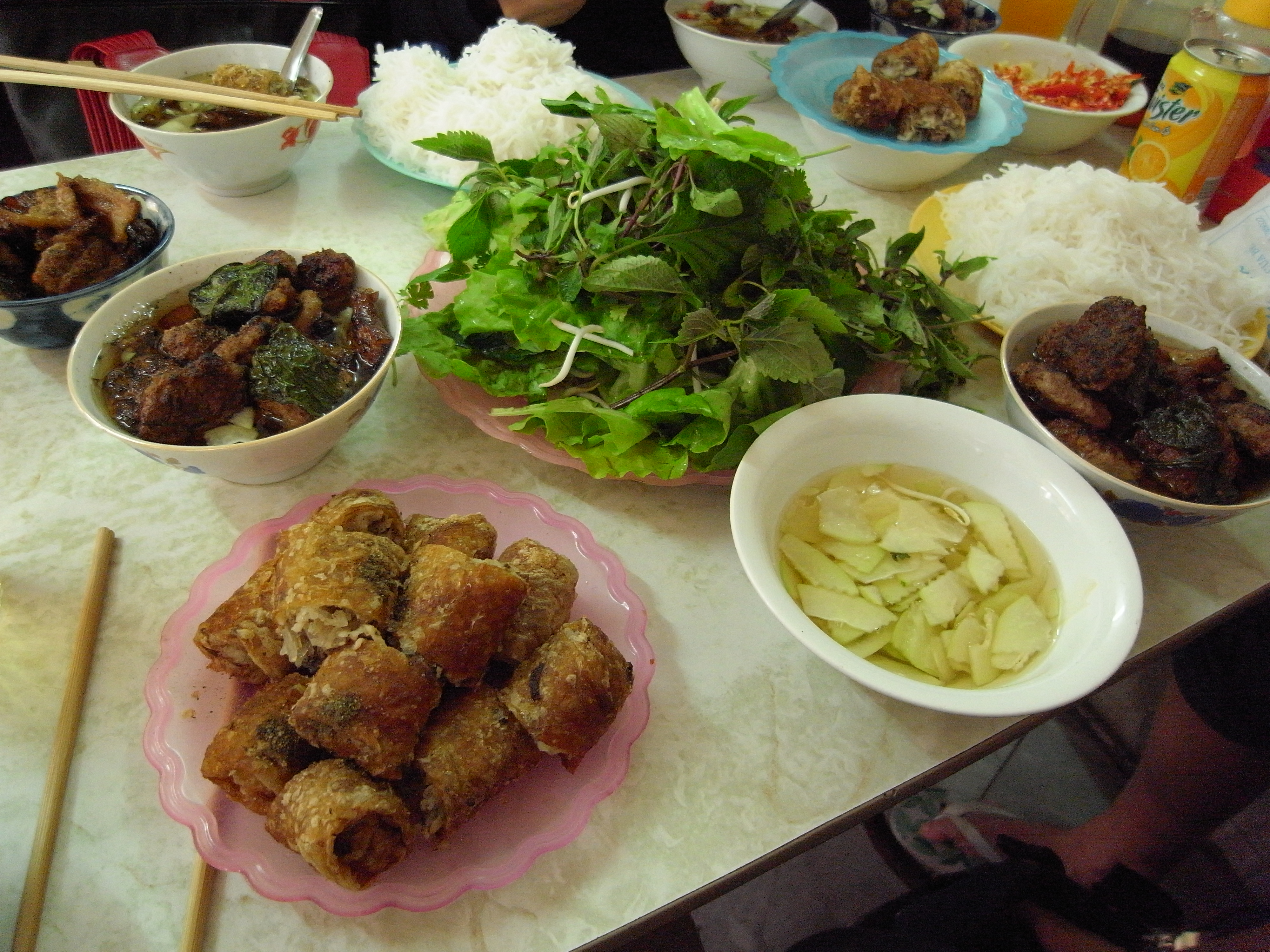
Бунча та крабові неми на вулиці Ханг Мань, Ханой

У Ханої бунча майже завжди їдять на ланч (обід). Це унікальна особливість кулінарної культури Ханоя, оскільки в інших частинах В’єтнаму страву подають у будь-який час доби. Але сьогодні, звичайно, навіть у Ханої є ресторани, які подають страву і ввечері.

## Див.також
- Рисова локшина

## Зовнішні посилання
- Weekend delicacies: Bún chả Hanoi